# Магальяйнс-ди-Алмейда

Магальяйнс-ди-Алмейда на карте штата.

Магальяйнс-ди-Алмейда (порт. Magalhães de Almeida) — муниципалитет в Бразилии, входит в штат Мараньян. Составная часть мезорегиона Восток штата Мараньян. Входит в экономико-статистический микрорегион Байшу-Парнаиба-Мараньенси. Население составляет 17 587 человек на 2010 год. Занимает площадь 433,151 км². Плотность населения — 40,60 чел./км².
Праздник города — 4 октября.

## История
Город основан 13 января 1952 года.

## Демография
Согласно сведениям, собранным в ходе переписи 2010 г. Национальным институтом географии и статистики (IBGE), население муниципалитета составляет:
| Полное население                               | Полное население                               | Полное население                               | Полное население                               | 17 587 |
| ---------------------------------------------- | ---------------------------------------------- | ---------------------------------------------- | ---------------------------------------------- | ------ |
| в том числе:                                   | Городское население                            | 8963                                           | Процент городского населения, %                | 50,96  |
|                                                | Сельское население                             | 8624                                           | Процент сельского населения, %                 | 49,04  |
|                                                | Мужское население                              | 8979                                           | Процент мужского населения, %                  | 51,05  |
|                                                | Женское население                              | 8608                                           | Процент женского населения, %                  | 48,95  |
| Плотность населения, чел/км²                   | Плотность населения, чел/км²                   | Плотность населения, чел/км²                   | Плотность населения, чел/км²                   | 40,60  |
| Население муниципалитета в % к населению штата | Население муниципалитета в % к населению штата | Население муниципалитета в % к населению штата | Население муниципалитета в % к населению штата | 0,27   |

По данным оценки 2016 года, население муниципалитета составляет 19 267 жителей.

## Статистика
- Валовой внутренний продукт на 2003 год составляет 15 585 360,00 реалов (данные: Бразильский институт географии и статистики).
- Валовой внутренний продукт на душу населения на 2003 год составляет 1143,29 реала (данные: Бразильский институт географии и статистики).
- Индекс развития человеческого потенциала на 2000 год составляет 0,547 (данные: Программа развития ООН).